# Darren Law
Darren Law (Toronto, Canada, 4 april 1968) is een Amerikaans autocoureur. In 2001 werd hij kampioen in de GT-klasse van de Rolex Sports Car Series. In 2009 won hij de 24 uur van Daytona.

## Carrière
Law begon zijn autosportcarrière in het karting. Op veertienjarige leeftijd werd hij nationaal kampioen in de Amerikaanse International Kart Federation. Korte tijd later ging hij deelnemen aan amateurklassen in het westen van de Verenigde Staten. In 1991 werd hij fabriekscoureur bij Elden Racing Cars in de Formule Renault 2.0. In 1996 en 1997 kwam hij uit in beide seizoenen van het North American Touring Car Championship voor een privéteam van BMW, waarin hij twee keer achter elkaar achtste werd. In 1999 maakte hij zijn NASCAR-debuut in de NASCAR Craftsman Truck Series in de race op het Heartland Park Topeka.
In 2000 stapte Law over naar de sportwagens en debuteerde hij in de GTU-klasse van de Rolex Sports Car Series. Hij eindigde achter zijn teamgenoot Mike Fitzgerald als tweede in de klasse. In 2001 behaalde hij slechts een overwinning op Watkins Glen International, maar vanwege zijn constante resultaten werd hij dat jaar gekroond tot kampioen in de klasse. In 2002 stapte hij over naar de SRPII-klasse en behaalde hij een zege op het Circuit Mont-Tremblant. Hij werd tweede in de eindstand. In 2003 werd hij vierde in de nieuwe Daytona Prototype-klasse (DP), de hoogste klasse binnen het kampioenschap.
In 2004 nam Law deel aan zowel de DP-klasse van de Rolex Sports Car Series en de GT2-klasse van de American Le Mans Series. In de DP werd hij veertiende, terwijl hij in de GT2 als tweede eindigde. In 2005 werd hij twaalfde in de DP voor het team Brumos Porsche, terwijl hij in de GT2 dertiende werd; hij reed hierin races voor zowel Flying Lizard Motorsports en Alex Job Racing. In 2006 eindigde hij als veertiende in de DP en als tiende in de GT2, terwijl hij in 2007 in beide klassen zesde werd. In 2008 verbeterde hij zichzelf naar de vierde plaats in de DP, maar zakte hij naar de zevende positie in de GT2.
In 2009 won Law, samen met David Donohue, Antonio García en Buddy Rice, de 24 uur van Daytona. Hij eindigde dat jaar als zesde in de DP en als tiende in de GT2. Ook debuteerde hij dat jaar in de GT2-klasse van de 24 uur van Le Mans bij Flying Lizard Motorsports, waar hij de auto met Seth Neiman en Jörg Bergmeister deelde, maar kwam hij niet aan de finish. In 2010 werd hij achtste in de DP en zeventiende in de GT2. In 2011 stapte hij binnen de American Le Mans Series over naar de GT-klasse en werd hierin vijftiende, terwijl hij in de DP derde werd. In 2012 werd reed hij slechts een race in de GT en reed hij een volledig seizoen in de DP, waarin hij opnieuw derde werd. Tevens behaalde hij zijn enige finish in de 24 uur van Le Mans; samen met Neiman en Spencer Pumpelly werd hij vierde in de GTE Am-klasse. Dit was zijn laatste jaar als fulltime coureur, alhoewel hij nog tot 2019 aan diverse professionele races deelnam.